# Métro de Kawasaki
Le métro de la municipalité de Kawasaki (川崎縦貫高速鉄道, Kawasaki jūkan kōsoku tetsudō) est un projet actuellement suspendu d'une ligne comprenant 11 stations à Kawasaki, dans l'agglomération de Tokyo. Elle devrait relier la gare de Kawasaki à celle de Shin-Yurigaoka

## Historique
Le projet d'un métro à Kawasaki remonte à 1960. En 1966, le ministère des Transports prévoyait de construire la ligne entre les gares de Sangyōdōro et Yurigaoka.
En 1985, le ministère a changé de plan afin d'utiliser la ligne sud de la Musashino et d'y convertir une uniquement utilisé au fret au transport de passager. La Japanese National Railways ne fut pas favorable en raison de l'importance du fret sur cette ligne.
En 2001, le ministère a annoncé le projet de construction de la ligne entre Shin-Yurigaoka et Musashi-Kosugi, détruisant les plans de 1966 qui étaient passé par l'est via Sangyō-Dōro.
Cependant en 2003, dû à la faiblesse économique du Japon, le gouvernement de la ville a décidé de suspendre de la construction pour les cinq prochaines années.
En 2005, le tracé de la ligne est revu, et passera par Musashi-Kosugi au lien de Motosumiyoshi, afin d'améliorer le chiffre d'affaires de la ligne.
Le 16 juillet 2015, la suspension du projet a été annoncée.

## Stations
Toutes les stations sont situées sur le territoire de la municipalité de Kawasaki.
| Nom de la station | Nom en japonais | Distance       | Distance | Arrêt ligne Express ? | Arrondissement |
| Nom de la station | Nom en japonais | Entre stations | Total    | Arrêt ligne Express ? | Arrondissement |
| ----------------- | --------------- | -------------- | -------- | --------------------- | -------------- |
| Shin-Yurigaoka    | 新百合ヶ丘      | -              | 0,0      | ✔️                    | Asao-ku        |
| Nagasawa          | 長沢            | 2,7            | 2,7      | ❌                    | Tama-ku        |
| Idaimae           | 医大前          | 1,4            | 4,1      | ❌                    | Tama-ku        |
| Zōshiki           | 蔵敷            | 1,0            | 5,1      | ❌                    | Miyamae-ku     |
| Inukura           | 犬蔵            | 1,6            | 6,7      | ❌                    | Miyamae-ku     |
| Miyamaedaira      | 宮前平          | 1,6            | 8,3      | ✔️                    | Miyamae-ku     |
| Nogawa            | 野川            | 1,6            | 9,9      | ❌                    | Miyamae-ku     |
| Hisasue           | 久末            | 2,1            | 12,0     | ❌                    | Takatsu-ku     |
| Shibokuchi        | 子母口          | 1,3            | 13,3     | ❌                    | Takatsu-ku     |
| Todoroki-Ryokuchi | 等々力緑地      | 1,9            | 15,2     | ❌                    | Nakahara-ku    |
| Musashi-Kosugi    | 武蔵小杉        | 1,5            | 16,7     | ✔️                    | Nakahara-ku    |